# 在メルボルン日本国総領事館
在メルボルン日本国総領事館（英語: Consulate-General of Japan in Melbourne）は、オーストラリア第二の都市メルボルンに設置されている日本の総領事館である。
当総領事館は世界で最も南に位置する日本の総領事館で、在外公館全体で見ると在クライストチャーチ領事事務所と在ニュージーランド日本国大使館に次いで世界で3番目に南に位置する。

## 所在地
Level 25, 570 Bourke Street, Melbourne VIC 3000

## 管轄地域
ビクトリア州、南オーストラリア州及びタスマニア州を管轄。